# فيرونيكا بيريز فرنانديز
فيرونيكا بيريز فرنانديز (من مواليد 21 يونيو 1978) سياسية إسبانية، والأمين العام لـ الحزب الاشتراكي العمالي الإسباني في إشبيلية وعضو في برلمان الأندلس منذ عام 2004.

## السيرة الشخصية
ولدت في سان خوان دي أزنالفاراتش، وبدأت علاقتها مع الحزب الاشتراكي الاشتراكي في سن 14 في الشباب الاشتراكي، وانضمت إلى الحزب الاشتراكي في سن 18 عامًا. منذ ذلك الحين شغلت مناصب مختلفة كوزيرة البيئة والتخطيط الإقليمي في الحزب الاشتراكي العمالي الإسباني في الفترة 2004 - 2008. بين عامي 1999 و2005 كانت مستشارة في مجلس مدينة سان خوان دي أزنالفاراتشي وهي أيضًا نائبة إقليمية منذ عام 2004. في الانتخابات الإقليمية لعام 2004 تم انتخابها نائبة عن مقاطعة إشبيلية في برلمان الأندلس، وهو منصب تجدد في انتخابات 2008 و2012 و2015. في ديسمبر 2013 تم انتخابها أمينة عامة لـ الحزب الاشتراكي العمالي الإسباني في إشبيلية بدلاً من سوزانا دياز ندما تولت رئاسة المجلس العسكري في الأندلس والأمانة العامة للحزب-أ. منذ 16 أبريل 2015 هي السكرتيرة الأولى للبرلمان الأندلسي.

## أزمة الحزب الاشتراكي
في 29 سبتمبر 2016 خلال أزمة الحزب الاشتراكي العمالي الإسباني لعام 2016، وعندما كانت رئيسة اللجنة الفيدرالية للحزب الوطني، قامت ببطولة واحدة من أشهر الحلقات على باب مقر الحزب الوطني في مدريد حيث نطقت العبارة الشهيرة: «في هذه اللحظة، السلطة الوحيدة في الحزب الاشتراكي العمالي الإسباني هي أنا».